# Tweede Kamerverkiezingen 1989/Kandidatenlijst/CDA
De kandidatenlijst voor de Tweede Kamerverkiezingen 1989 van het CDA was als volgt:

## Landelijke kandidaten
- vet: verkozen
- schuin: voorkeurdrempel overschreden

1. Ruud Lubbers - 2.970.093 stemmen
2. Bert de Vries - 14.374
3. Hans van den Broek - 7.988
4. Gerrit Braks - 7.015
5. Yvonne van Rooy - 19.126

## Regionale kandidaten
De plaatsen 6 t/m 30 op de lijst waren per stel kieskringen verschillend ingevuld.

### 's-Hertogenbosch, Tilburg
1. Wim Deetman[1] - 391[2]
2. Elco Brinkman[3] - 761[4]
3. Harry Aarts - 532
4. Marian Soutendijk-van Appeldoorn - 1.738[5]
5. Ben Hennekam - 747
6. Marius van Amelsvoort - 636
7. Mieke Boers-Wijnberg - 486
8. Joost van Iersel - 84[5]
9. Riet Roosen-van Pelt - 1.171
10. Wim van de Camp - 148[5]
11. Yvonne Vriens-Auerbach[6][7] - 391
12. Gerd Leers[6][7] - 205
13. Conny Kerkhof-Mos - 518
14. Wim van Fessem - 305
15. Elly Blanksma-van den Heuvel - 476
16. Lambert van Nistelrooij - 659
17. M.G.J. van der Sanden-Holthuizen - 345
18. A.W.M. de Zwart - 127
19. Y. Schram - 151
20. H.G. van den Akker-van der Schoot - 297
21. C.W.J. van Helvoirt - 170
22. C.C.L.M. van Nieuwenhuijzen-Bovée - 261
23. J.Th.M. Hoedemaker - 178
24. F.P.A.M. van de Ven-van Lee - 320
25. Huib Eversdijk[8] - 446[9]

### Arnhem, Nijmegen, Zwolle, Lelystad
1. Wim Deetman - 566[2]
2. Elco Brinkman[3] - 1.153[4]
3. Piet Bukman[3] - 2.572[10]
4. Ad Lansink - 921
5. Jan van Houwelingen - 391[5]
6. Wim Mateman - 1.947
7. Hajé Schartman - 744
8. Gerard van Leijenhorst - 784[5]
9. Gert Koffeman - 1.431[9]
10. Berry Esselink - 554
11. Jacob Reitsma - 533
12. Haty Tegelaar-Boonacker - 855[5]
13. Ank Bijleveld-Schouten[6][7] - 1.503
14. Jan de Graaf[6][7] - 215[5]
15. Ada Baas-Jansen - 253
16. Liesbeth Bloemen[7] - 376
17. Frank Kerckhaert - 314
18. Ph.J. van Beeck Calkoen - 354
19. G.Chr. Voerman - 249
20. Netty van den Nieuwboer-Langenkamp - 665
21. Marleen de Pater-van der Meer - 186
22. J. de Jong-den Held - 248
23. Bas Jan van Bochove - 152
24. H.E. Houwers - 236
25. G.C.A. de Mooij - 450

### Rotterdam, Dordrecht
1. Wim Deetman[1] - 261[2]
2. Elco Brinkman[3] - 579[4]
3. Piet Bukman[3] - 128[10]
4. Huib Eversdijk[8] - 190[9]
5. Frouwke Laning-Boersema[3] - 508[11]
6. Marian Soutendijk-van Appeldoorn[12] - 235[5]
7. Ton Frinking - 93
8. Jan van Houwelingen[1] - 89[5]
9. Gerard van Leijenhorst[1] - 207[5]
10. Frans Jozef van der Heijden - 220
11. Gert Koffeman[1] - 661[9]
12. Haty Tegelaar-Boonacker[1] - 82[5]
13. Ries Smits - 37
14. Mechtild de Jong[6][7] - 178
15. Arie van der Lee[6] - 989
16. M.C.E. Eikenboom - 174
17. A.J. Bakker-Osinga - 250
18. H.C.J. van Etten - 81
19. Klaas de Vries - 88
20. Lucas Bolsius - 62
21. Henk Mes - 78
22. Arie Slob - 176
23. Jan Heijkoop - 91
24. L.A. van Gelder - 82
25. B.J.M. Damen - 295

### 's-Gravenhage, Leiden
1. Wim Deetman[1] - 557[2]
2. Elco Brinkman[3] - 1.009[4]
3. Piet Bukman[3] - 270[10]
4. Berend-Jan baron van Voorst tot Voorst - 330
5. Gerrit de Jong - 168
6. Joost van Iersel[12] - 103[5]
7. Johan de Leeuw - 189
8. Jaap de Hoop Scheffer - 225[5]
9. Hans Gualthérie van Weezel[6] - 244[5]
10. Wim van de Camp[12] - 84[5]
11. Jan Krajenbrink[6] - 169
12. Pieter Jan Biesheuvel[6] - 151
13. Tom Vreugdenhil[7] - 181
14. J. Hagendoorn - 48
15. Ram Ramlal[7] - 379
16. Asje van Dijk[7] - 180
17. J. Booij - 156
18. Ineke Giezeman - 140
19. J. Nuijt-Verschoor - 268
20. Mirjam de Goeij-Smulders - 266
21. T.P. van der Stoep - 56
22. Jos Draijer - 40
23. M. Holst-Brink - 100
24. J.P. de Savornin Lohman - 92
25. Joop Vink - 224

### Amsterdam, Den Helder, Haarlem, Utrecht
1. Wim Deetman[1] - 606[2]
2. Elco Brinkman - 1.186[4]
3. Piet Bukman - 288[10]
4. Enneüs Heerma - 414[5]
5. Frouwke Laning-Boersema - 2.331[11]
6. Gerrit Gerritse - 173
7. Vincent van der Burg - 200
8. Thijs van Vlijmen - 189
9. Ad Hermes - 283
10. Fred Borgman - 419
11. Gert Koffeman[1] - 1.305[9]
12. Gerrit Terpstra - 737
13. Helmer Koetje[6] - 271[5]
14. Hans Huibers[6] - 154
15. Ton de Kok[7] - 375
16. Hans Hillen[7] - 155
17. Ans Willemse-van der Ploeg[7] - 788
18. A.R.A. van den Ham - 83
19. T. Demirhan - 174
20. Roel Robbertsen - 157
21. J.C.J. Smallenbroek - 79
22. Hajé Walch - 112
23. V.H. Bruins Slot - 141
24. J. Vroegindeweij - 227
25. Ben Hakvoort - 543

### Middelburg, Maastricht
1. Elco Brinkman[3] - 566[4]
2. Piet Bukman[3] - 134[10]
3. Huib Eversdijk - 1.243[9]
4. René van der Linden - 34.794
5. Frans Wolters - 4.446
6. Marten Beinema - 201
7. Walter Paulis - 2.084
8. Léon Frissen - 4.260
9. Maria van der Hoeven[7] - 4.779
10. Hans Gualthérie van Weezel[6] - 96[5]
11. Piet Bruinooge - 187
12. H.J. van Kuijk-Blommestein - 1.922
13. Joop de Boe - 82
14. J.J.A.G. van der Velden - 684
15. C.H.J.M. Lebens - 3.568
16. Margot Hofman-Ruijters - 753
17. H.M.L. Remijn-de Badts - 157
18. G.H.M. Driessen - 1.203
19. L.P.H. Hameleers - 516
20. J. van Rooijen - 203
21. C.H.G. Adams-Ruiten - 535
22. Rob van der Zwaag - 502
23. L. Nederhoed-Zijlstra - 113
24. Ger Koopmans - 618
25. J.J.C.M. Niesten - 821

### Leeuwarden, Groningen, Assen
1. Wim Deetman[1] - 229[2]
2. Elco Brinkman[3] - 550[4]
3. Huib Eversdijk[8] - 106[9]
4. Enneüs Heerma[3] - 87[5]
5. Frouwke Laning-Boersema[3] - 865[11]
6. Ali Doelman-Pel - 545
7. Jan van Noord - 355
8. Jan Nijland[6] - 485
9. Jaap de Hoop Scheffer[13] - 49[5]
10. Gert Koffeman[1] - 427[9]
11. Helmer Koetje[6] - 87[5]
12. Klaas Tuinstra[7] - 536
13. Minouche Janmaat-Abee[7] - 274
14. Nel Mulder-van Dam[7] - 551
15. Jan de Graaf[1][6][7] - 106[5]
16. Minke van der Ploeg-Posthumus[7] - 569
17. Klaasje Eisses-Timmerman[7] - 244
18. Bert Westerink - 238
19. Y.R. Hoekstra - 135
20. Bearn Bilker - 228
21. G.M. Visser-Mous - 142
22. Henk Bleker - 121
23. J.J. Stavast - 221
24. E.L. Veerman - 192
25. H.J. Morssink - 312

CDA · PvdA · VVD · D66 · SGP · Groen Links · GPV · RPF · VCN · SP · Humanistische Partij · Milieu Defensie Partij 2000+ · PDS · Realisten Nederland · AWP · Bejaarden Centraal · Vrouwenpartij · Socialistische Minderheden Partij · Centrumdemocraten · De Groenen · PPvO · VMP · SAP · Grote Alliance Partij · Staatkundige Federatie
1977 · 1981 · 1982 · 1986 · 1989 · 1994 · 1998 · 2002 · 2003 · 2006 · 2010 · 2012 · 2017 · 2021 · 2023